# (21395) Albertofilho
(21395) Albertofilho (1998 FJ41) – planetoida z pasa głównego asteroid okrążająca Słońce w ciągu 3,32 lat w średniej odległości 2,22 j.a. Odkryta 20 marca 1998 roku.